# Thagria marlenae
Thagria marlenae är en insektsart som beskrevs av Nielson 1977. Thagria marlenae ingår i släktet Thagria och familjen dvärgstritar. Inga underarter finns listade i Catalogue of Life.